# 扎拉巴苏荣·巴图赞丹
扎拉巴苏荣·巴图赞丹（Жалбасүрэнгийн Батзандан，Jalbasürengiin Batzandan，1974年—）生于蒙古国苏赫巴托尔省西乌尔特，蒙古国政治人物。

## 生平
1999年毕业于匈牙利米什科尔茨大学政法专业。2005年获匈牙利米什科尔茨大学法学博士学位。2011年至2012年，任额尔德尼斯-塔旺陶鲁盖有限责任公司董事会成员。2012年和2016年两次当选国家大呼拉尔委员。2016年曾参加民主党主席选举，但未当选。

## 家庭
家庭人口6人，同妻子和4个孩子一起生活。